# ریبادئو
ریبادئو (به اسپانیایی: Ribadeo) یک دهستان در اسپانیا است که در استان لوگو واقع شده‌است. ریبادئو ۱۰۶ کیلومتر مربع مساحت و ۱۰٬۰۶۱ نفر جمعیت دارد و ۵۷۱ متر بالاتر از سطح دریا واقع شده‌است.